# Чивита д'Антино
Чѝвита д'А̀нтино (на италиански: Civita d'Antino) е село и община в Южна Италия, провинция Акуила, регион Абруцо. Разположено е на 904 m надморска височина. Населението на общината е 982 души (към 2014 г.).